# Jorge V do Reino Unido
Jorge V (nascido Jorge Frederico Ernesto Alberto em inglês:  George Frederick Ernest Albert; Londres, 3 de junho de 1865 – Sandringham, 20 de janeiro de 1936) foi Rei do Reino Unido e dos Domínios Britânicos e Imperador da Índia de 1910 até sua morte, patriarca e primeiro monarca britânico da Casa de Windsor. Segundo filho varão do rei Eduardo VII e da rainha Alexandra da Dinamarca.
Jorge era neto da rainha Vitória e do príncipe Alberto e primo-irmão dos imperadores Nicolau II da Rússia e Guilherme II da Alemanha. De 1877 a 1891, ele serviu na Marinha Real. Com a morte de sua avó, em 1901, seu pai tornou-se rei, como Eduardo VII e Jorge recebeu a investidura de príncipe de Gales. Em 1910, com a morte do pai, tornou-se Rei-Imperador do Império Britânico, sendo o único imperador da Índia a estar presente em seu Delhi Durbar.
Em 1917, Jorge tornou-se o primeiro monarca da Casa de Windsor, renomeada por ele em lugar da anterior Casa de Saxe-Coburgo-Gota, em virtude do sentimento anti-germânico que dominava o Reino Unido. Seu reinado foi testemunha de mudanças radicais no cenário político mundial, como a ascensão do socialismo, o comunismo, o fascismo, o republicanismo irlandês e o movimento de independência da Índia. A Lei Parlamentar de 1911 estabeleceu a supremacia da elegível Câmara dos Comuns sobre a Câmara dos Lordes. Em 1924, ele nomeou o primeiro gabinete trabalhista e, em 1931, o Estatuto de Westminster reconheceu os domínios do Império como reinos separados, independentes dentro da Commonwealth. Ele foi atormentado por uma doença em grande parte de seu reinado e, após sua morte, foi sucedido por seu filho mais velho, Eduardo VIII.

## Primeiros anos e educação
Jorge nasceu em 3 de junho de 1865, na Casa Marlborough, em Londres, como segundo filho do príncipe de Gales, Alberto Eduardo e Alexandra, sua esposa. Seu pai era o filho mais velho da rainha Vitória e do príncipe Alberto. Sua mãe era a filha mais velha do rei Cristiano IX da Dinamarca. Como filho do príncipe de Gales, Jorge recebeu no nascimento o estilo de Sua Alteza Real, o Príncipe Jorge de Gales, sendo batizado na Capela de São Jorge, no Castelo de Windsor, em 7 de julho de 1865, pelo arcebispo da Cantuária, Charles Thomas Longley.

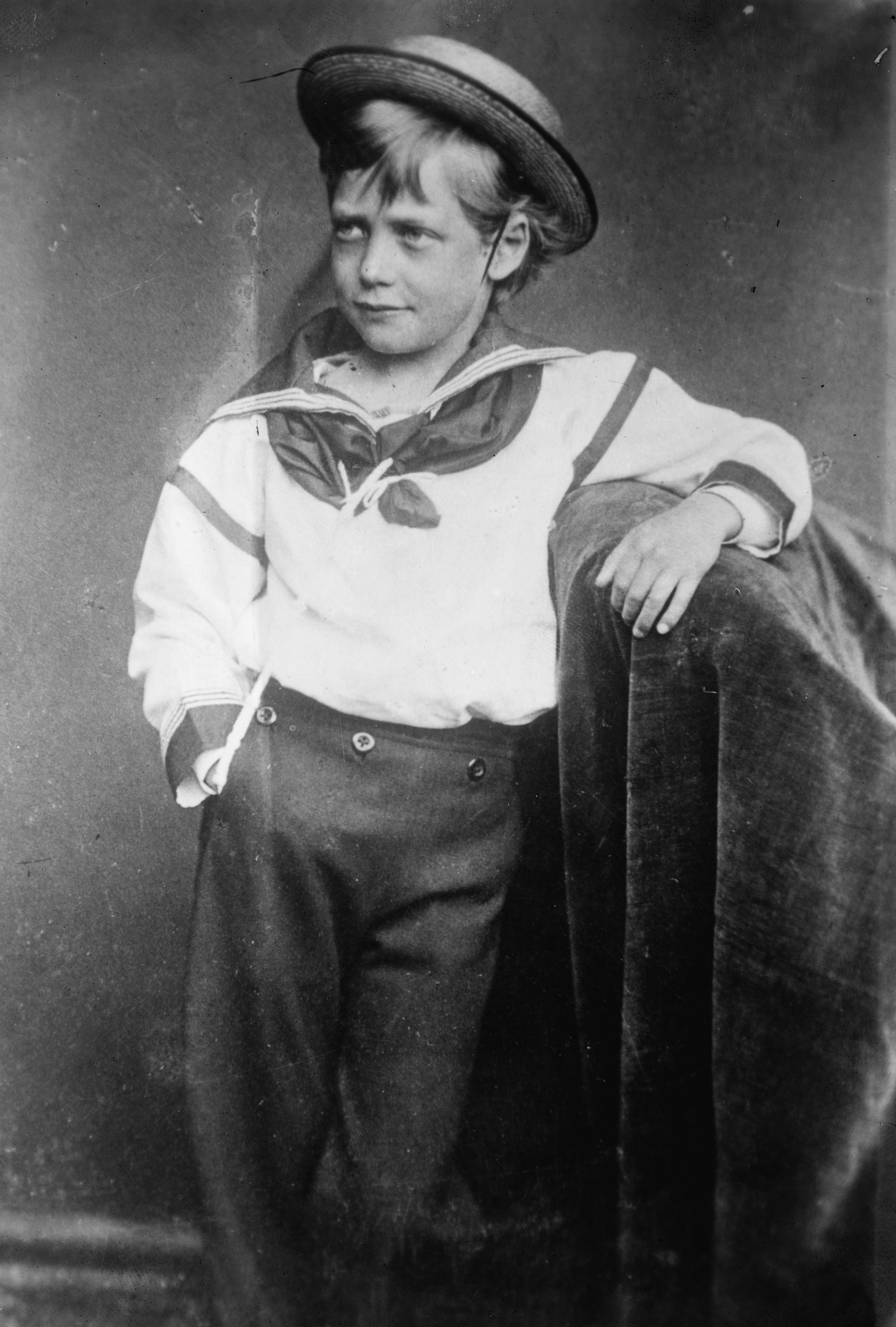
Jorge aos cinco anos de idade, em 1870.

Como filho mais novo do príncipe de Gales, não havia expectativa de que Jorge se tornasse rei um dia, já que seu irmão, o príncipe Alberto Vitor, era o segundo na linha de sucessão ao trono. Devido à pouca diferença de idade entre Jorge e seu irmão, ambos foram educados juntos. John Neale Dalton foi nomeado tutor dos príncipes em 1871, mas nenhum dos dois destacou-se intelectualmente. Como seu pai acreditava que a marinha era "o melhor treinamento possível para qualquer menino", em 1877 — quando Jorge tinha 12 anos de idade —, os irmãos juntaram-se ao treinamento de cadetes a bordo do navio HMS Britannia, em Dartmouth, Devon.
Por três anos, a partir de 1879, os irmãos serviram a bordo do HMS Bacchante, sempre acompanhados por seu tutor, Dalton. Eles visitaram as colônias do Império Britânico no Caribe, África do Sul e Austrália, além de Norfolk (Virgínia), América do Sul, o Mediterrâneo, Egito e a Ásia Oriental. No Japão, Jorge fez uma tatuagem com um artista local — um dragão azul e vermelho em seu braço. Dalton escreveu um relato da viagem, intitulada The Cruise of HMS Bacchante. Entre Melbourne e Sydney, Dalton registrou o avistamento do lendário navio-fantasma Holandês Voador. Quando eles voltaram à Grã-Bretanha, a rainha Vitória queixou-se de que seus netos não falavam francês ou alemão e enviou-os para uma temporada de seis meses em Lausana, numa última e mal sucedida tentativa de fazê-los aprender outro idioma. Ao retornarem, os irmãos foram separados; Alberto Vitor foi para o Trinity College, em Cambridge, enquanto Jorge permaneceu na Marinha Real. Ele viajou pelo mundo, visitou muitas regiões do Império Britânico e serviu ativamente até 1892. A partir de então, suas patentes navais foram, em grande parte, honorárias.

## Casamento

### Noivas em potencial
Em 1884, após o retorno para a Inglaterra de uma viagem pelas Índias Ocidentais e Canadá, Jorge se apaixonou e iniciou um relacionamento com Julie Stonor, neta do primeiro-ministro Sir Robert Peel e filha de uma dama-de-quarto da mãe de Jorge. O casal estava muito apaixonado e Julie passou o natal de 1885 com a família real em Sandringham. Houve uma tentativa de compromisso, mas um casamento entre ambos estava fora de questão. Descrita como uma "rosa inglesa" e com um "nariz arrebitado", Julie não era apenas uma plebeia, mas também uma católica devota, o que resultaria em caso de um casamento entre ambos, de acordo com o Decreto de Estabelecimento de 1701, na exclusão de Jorge da linha de sucessão ao trono britânico. Apesar da compaixão pelo casal, a mãe de Jorge os advertiu que "ambos estavam travando uma batalha já perdida" e, sem mais esperanças, o casal se separou, apesar de terem permanecido amigos por toda a vida.
Como fora destinado à vida na Marinha, Jorge serviu por muitos anos sob o comando de seu tio, o príncipe Alfredo, duque de Edimburgo, que estava estacionado em Malta. Lá, aproximou-se de sua prima, a princesa Maria de Edimburgo, por quem se apaixonou. Sua avó, seu pai e seu tio aprovaram o relacionamento, mas as mães — a princesa de Gales e a duquesa de Edimburgo — foram contra. A princesa de Gales via a família do cunhado como excessivamente pró-Alemanha e a duquesa de Edimburgo não gostava da Inglaterra. A mãe de Maria era a única filha do czar da Rússia e ressentia-se do fato de ter que render precedência à mãe de Jorge, cujo pai era um príncipe alemão de um ramo secundário antes de ser chamado inesperadamente ao trono da Dinamarca. Orientada por sua mãe, Maria recusou o pedido de casamento de Jorge. Em 1893, ela se casaria com o príncipe alemão Fernando de Hohenzollern-Sigmaringen, que mais tarde se tornaria rei da Romênia, como Fernando I.
Nesse ínterim, a tia paterna de Jorge, a princesa Helena, fez várias tentativas para arranjar um casamento entre Jorge e sua filha, a princesa Helena Vitória de Eslésvico-Holsácia, mas não obteve sucesso. Essas tentativas foram ridicularizadas pela família real e provocaram a ira da mãe de Jorge. Filha de um rei dinamarquês, Alexandra não gostava da família de Helena devido ao seu envolvimento na Questão dos Ducados, que resultou na anexação dos outrora territórios dinamarqueses do Eslésvico-Holsácia pelo Reino da Prússia. A princesa de Gales chamava depreciativamente sua sobrinha de "narceja" em referência aos seus traços faciais longos e marcantes. Acerca dos planos de casamento entre Jorge e Helena Vitória, Alexandra escreveu ao filho: "Então os Christians estão perseguindo você com sua linda narceja! Bem, seria um prazer ter essa "beldade" como sua noiva, veja, ela está pronta para te conquistar, lhe oferecendo um produto de segunda mão em uma arapuca dourada!"

### Noivado

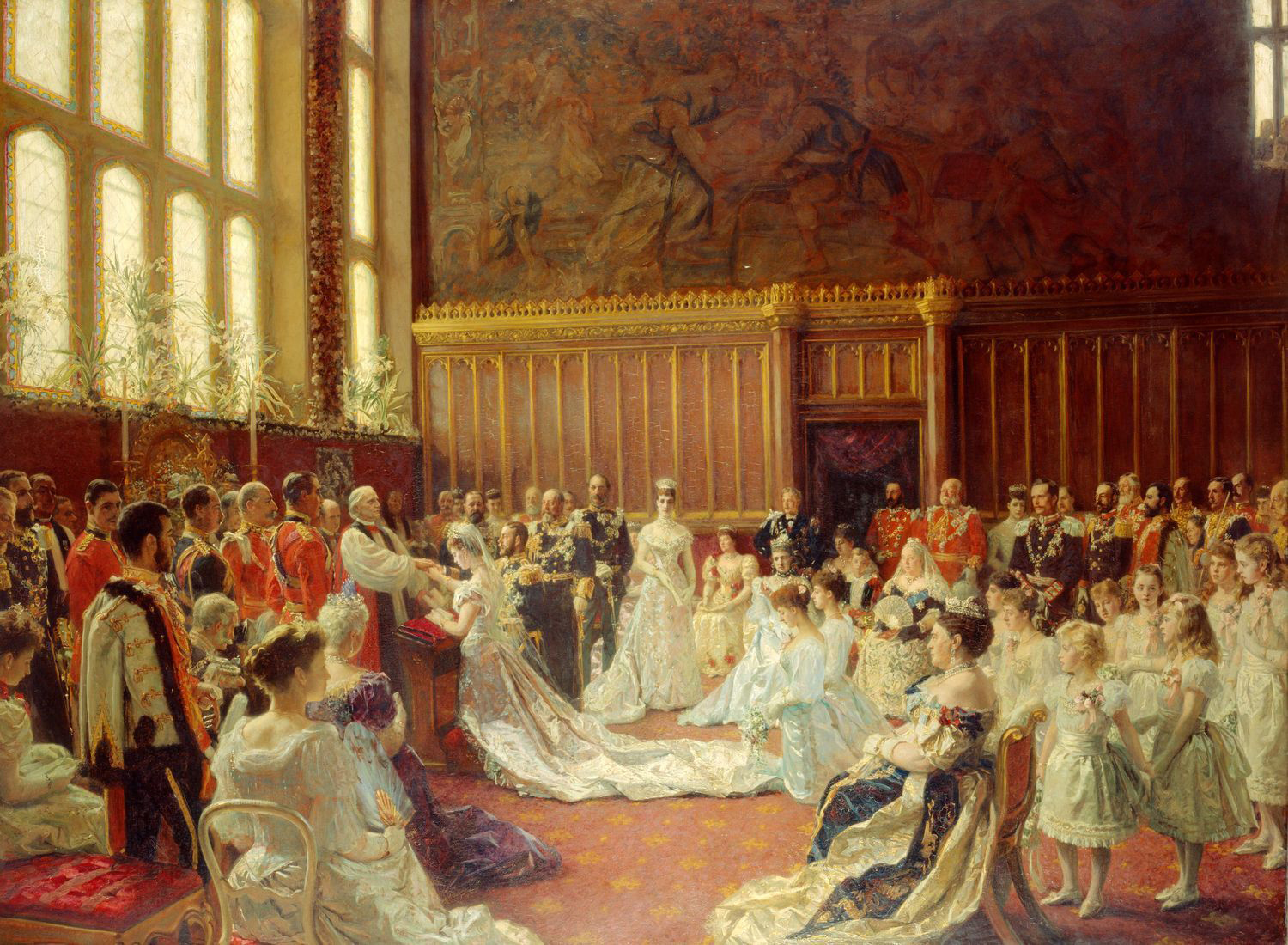
Casamento de Jorge e Vitória Maria de Teck, na Capela Real de St. James, 1893.

Em novembro de 1891, o irmão mais velho de Jorge, Alberto Vitor, ficou noivo de sua prima de segundo grau, a princesa Vitória Maria de Teck — chamada familiarmente de May. Seu pai, o príncipe Francisco, Duque de Teck, pertencia a um ramo cadete morganático da Casa de Württemberg e sua mãe, a princesa Maria Adelaide de Cambridge, era neta do rei Jorge III e prima da rainha Vitória.
Seis semanas após o noivado formal, Alberto Vitor morreu de pneumonia, elevando Jorge a segundo na linha ao trono. À época, Jorge havia acabado de se recuperar de uma febre tifoide — mesma doença que vitimou seu avô, o príncipe Alberto —, que o havia prendido ao leito por seis semanas. A rainha Vitória ainda considerava a princesa May como uma noiva apropriada e a jovem acabou por aproximar-se de Jorge no período de luto compartilhado. Um ano após a morte de Alberto Vitor, Jorge e Maria ficaram noivos e casaram-se em 6 de julho de 1893 na Capela Real do Palácio de St. James, em Londres. Ao longo de suas vidas, eles permaneceram devotados um ao outro. Jorge foi, conforme ele mesmo admitiu, incapaz de falar facilmente de seus sentimentos, mas muitas vezes eles trocaram cartas de amor e notas de carinho.

## Duque de Iorque

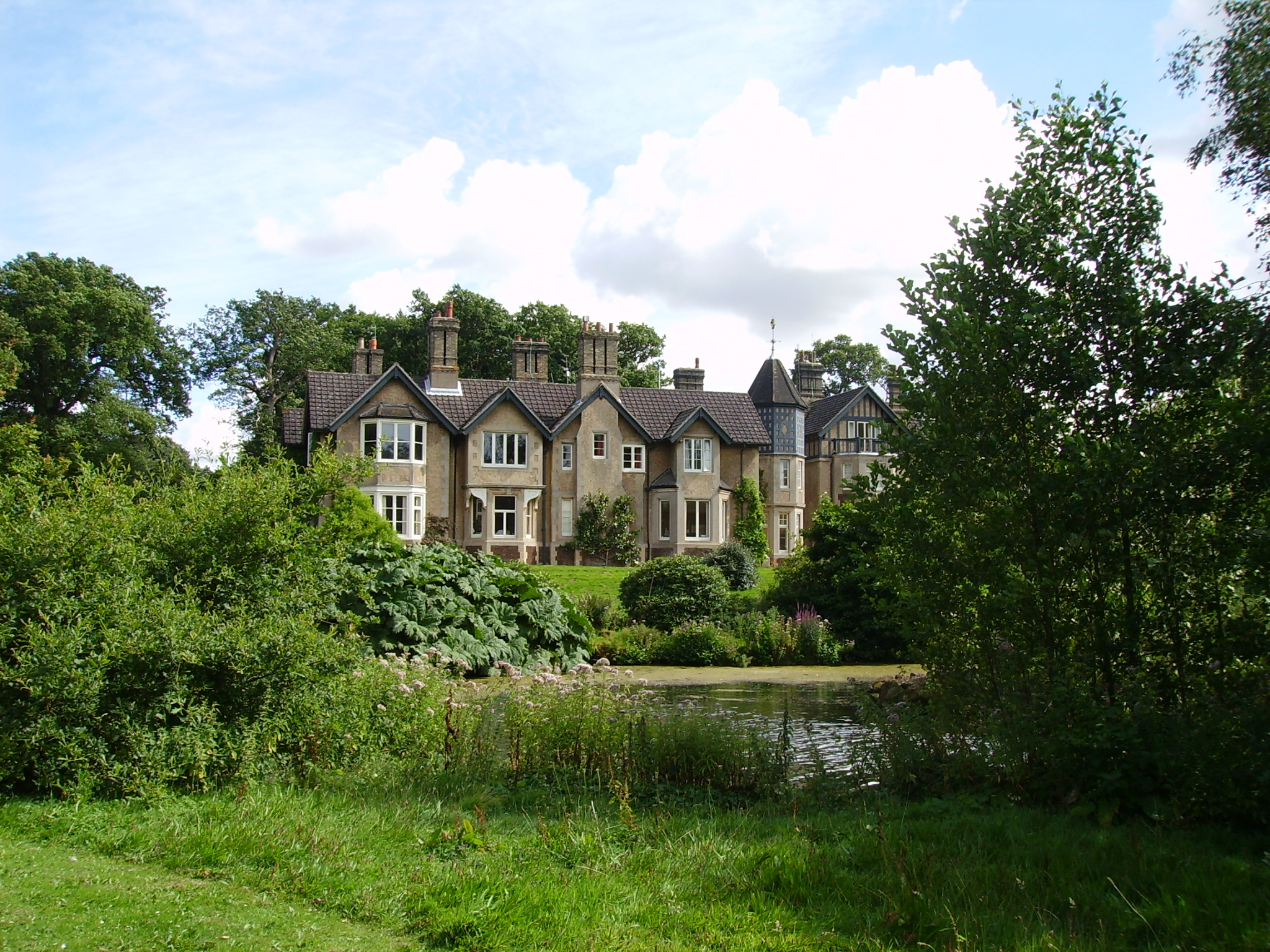
A York Cottage, em Sandringham House, onde Jorge e May viveram de 1893 a 1926.

A morte do irmão mais velho encerrou a carreira naval de Jorge, que assumiu suas funções como segundo na linha de sucessão ao trono. Jorge foi nomeado Duque de Iorque, Conde de Inverness e Barão de Killarney pela rainha Vitória em 24 de maio de 1892 e teve aulas de história constitucional com J.R. Tanner. Após o casamento de Jorge e May, ela foi nomeada "Sua Alteza Real, a Duquesa de Iorque".
O duque e a duquesa de Iorque viveram principalmente na York Cottage, uma casa relativamente pequena em Sandringham, Norfolk, onde seu modo de vida refletia o de uma família de classe média e não da realeza. Jorge preferia uma vida simples, quase tranquila, em contraste com a animada vida social perseguida por seu pai. Seu biógrafo oficial, Harold Nicolson, descreveu com desgosto o período de Jorge como duque: "podia ficar bem como jovem guarda-marinha e como um velho e sábio rei, mas quando foi duque de Iorque […] ele não fez nada além de matar [i.e. caçar] animais e colar selos". Jorge era um notório colecionador de selos, algo que Nicolson deplorava, e desempenhou um importante papel ao transformar a Royal Collection Filatelia na mais completa coleção de selos do Reino Unido e da Commonwealth no mundo, chegando, em alguns casos, a fixar preços recordes de compra.
Jorge e May tiveram cinco filhos e uma filha. Randolph Churchill afirmou que Jorge era um pai rigoroso — a ponto de aterrorizar os filhos — e que teria comentado com Edward Stanley: "Meu pai tinha medo de sua mãe, eu tinha medo de meu pai e vou me esforçar para que meus filhos tenham medo de mim". Na verdade, não existe nenhuma fonte que confirme essa citação e é provável que o estilo paterno de Jorge não fosse muito diferente do usual para a época.

## Príncipe de Gales
Como duque e duquesa de Iorque, Jorge e May desempenharam diversas funções públicas. Com a morte da rainha Vitória, em 22 de janeiro de 1901, o pai de Jorge subiu ao trono como rei Eduardo VII. Jorge herdou os títulos de duque da Cornualha e de Rothesay, recebendo o estilo de Sua Alteza Real, o Duque da Cornualha e Iorque.
Em 1901, o casal percorreu o Império Britânico. A turnê foi planejada pelo secretário colonial Joseph Chamberlain — com o apoio do primeiro-ministro lord Salisbury — e incluiu a África do Sul, Austrália, Nova Zelândia, Canadá e a colônia de Terra Nova. Seu objetivo principal era premiar os domínios por sua participação na Segunda Guerra dos Bôeres (1899-1902). Jorge entregou solenemente milhares de medalhas especialmente desenhadas às tropas coloniais que lutaram no conflito. Na África do Sul, a comitiva real foi recebida com decorações elaboradas, presentes caros e fogos de artifício e reuniu-se com autoridades civis, líderes africanos e prisioneiros bôeres. Apesar das manifestações públicas, nem todos os moradores responderam favoravelmente à visita. Muitos africâneres brancos condenaram as exibições e os gastos, uma vez que a guerra havia enfraquecido sua capacidade de conciliar a cultura africâner-holandesa com sua condição de súditos britânicos. Críticos na imprensa de língua inglesa denunciaram os enormes gastos quando as famílias enfrentavam graves dificuldades. Na Austrália, o duque abriu a primeira sessão do Parlamento desde a criação da Commonwealth. A turnê deu à Nova Zelândia uma chance de mostrar seu progresso, especialmente na adoção de atualizados padrões britânicos nas comunicações e nas manufaturas. O duque elogiou os valores militares, a bravura, a lealdade e a obediência ao dever dos neozelandeses. O objetivo implícito da visita era promover os atrativos do país aos turistas e imigrantes em potencial, evitando notícias das crescentes tensões sociais. Nesse sentido, a visita à Nova Zelândia concentrou a atenção da imprensa britânica em um terreno pouco conhecido. Em seu retorno à Grã-Bretanha, num discurso no Guildhall de Londres, Jorge alertou para "a impressão que parecia prevalecer entre os [nossos] irmãos através dos mares, de que o Antigo País precisa acordar se tem a intenção de manter sua antiga posição de proeminência em seu comércio colonial contra os concorrentes estrangeiros".
Em 9 de novembro de 1901, Jorge foi intitulado oficialmente Príncipe de Gales e Conde de Chester. Eduardo VII desejava preparar seu filho para seu futuro papel como rei. Em contraste com o próprio Eduardo, a quem a rainha Vitória havia deliberadamente excluído dos assuntos de Estado, foi dado a Jorge amplo acesso a todos os documentos. Jorge, por sua vez, permitiu que sua esposa tivesse acesso aos seus documentos, pois ele valorizava seus conselhos e ela muitas vezes ajudou a escrever os discursos de seu marido.
Entre novembro de 1905 e março de 1906, durante a visita dos príncipes de Gales à Índia britânica, Jorge revoltou-se com a discriminação racial e promoveu uma campanha pelo maior envolvimento dos nativos no governo do país. A essa viagem seguiu-se quase que imediatamente outra, desta vez para a Espanha, para o casamento do rei Afonso XIII com a princesa Vitória Eugênia de Battenberg — onde os recém casados escaparam por pouco de um atentado a bomba. Uma semana depois de regressar à Grã-Bretanha, viajaram à Noruega, para a coroação do rei Haakon VII e da rainha Maud, irmã de Jorge.

## Rei e Imperador

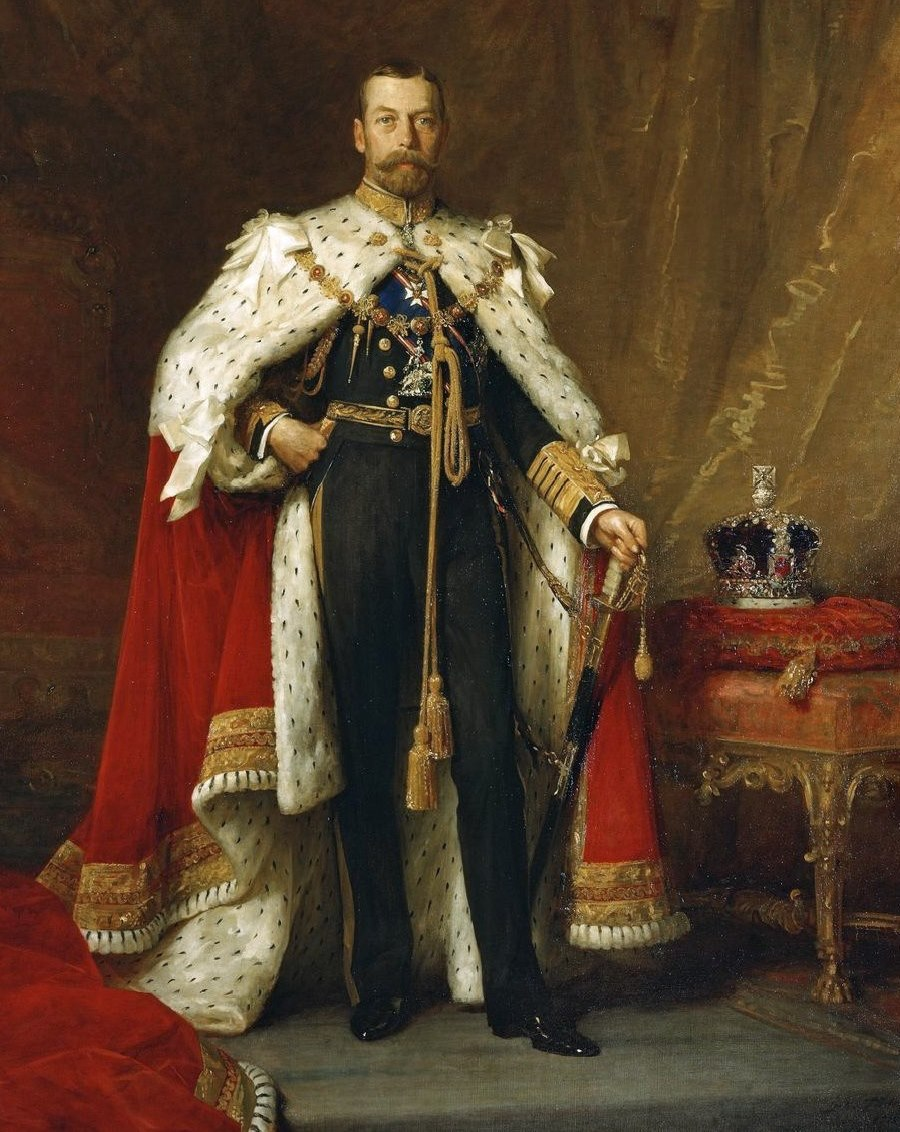
Jorge V com os trajes de coroação.

Em 6 de maio de 1910, Eduardo VII morreu e Jorge tornou-se rei. Sobre a morte do pai, ele escreveu em seu diário: "Perdi meu melhor amigo e o melhor dos pais […] Nunca tive uma palavra [rude] com ele na minha vida. Estou de coração partido e dominado pela tristeza, mas Deus vai me ajudar em minhas responsabilidades e a querida May vai ser o meu conforto, como ela sempre foi. Que Deus me dê forças e orientação na pesada tarefa que caiu sobre mim".
Jorge nunca apreciou o fato de sua esposa assinar documentos oficiais e cartas como "Vitória Maria" e insistiu que ela optasse por apenas um dos dois nomes. Na opinião de ambos, não seria adequado chamá-la de rainha Vitória, então ela optou por Maria. Mais tarde, naquele mesmo ano, um propagandista radical, Edward Mylius, publicou uma mentira sobre Jorge, afirmando que ele havia se casado secretamente em Malta quando jovem e que, consequentemente, seu casamento com a rainha Maria era bígamo. O boato surgiu pela primeira vez na imprensa em 1893, mas Jorge tratou-a como simples brincadeira. Em um esforço para matar rumores, Mylius foi preso, julgado e considerado culpado de difamação, sendo condenado a um ano de prisão.
O novo rei opôs-se ao texto anti-católico da Declaração de Ascensão que ele deveria ler em sua primeira abertura do Parlamento. Jorge deu a entender que se recusaria a abrir o Parlamento se fosse obrigado a ler a declaração com aquela redação. Como resultado, a Lei da Declaração de Ascensão de 1910 foi encurtada, com a remoção das frases mais ofensivas.
A coroação dos novos rei e rainha teve lugar na Abadia de Westminster em 22 de junho de 1911, e foi celebrada com o Festival of Empire, em Londres. Em julho, o casal visitou a Irlanda por cinco dias, onde receberam uma recepção calorosa, sendo saudados por milhares de pessoas por onde passavam. Em 1911, Jorge e Mary foram à Índia para o Delhi Durbar, onde foram apresentados a uma plateia de dignitários e príncipes indianos como o Imperador e Imperatriz da Índia, em 12 de dezembro de 1911. O rei usou a recém-criada Coroa Imperial da Índia na cerimônia e declarou a mudança da capital indiana de Calcutá para Deli. Em 15 de dezembro, ele lançou com a rainha a pedra fundamental de Nova Deli. Eles viajaram por todo o subcontinente e Jorge teve a oportunidade de tomar parte em grandes caçadas no Nepal, matando 21 tigres, 8 rinocerontes e um urso em 10 dias. Era um atirador aguçado e perspicaz: em 18 de dezembro de 1913, ele matou mais de mil faisões em seis horas na propriedade de lord Burnham, embora tenha reconhecido que "fomos um pouco longe demais" naquele dia.

### Política interna

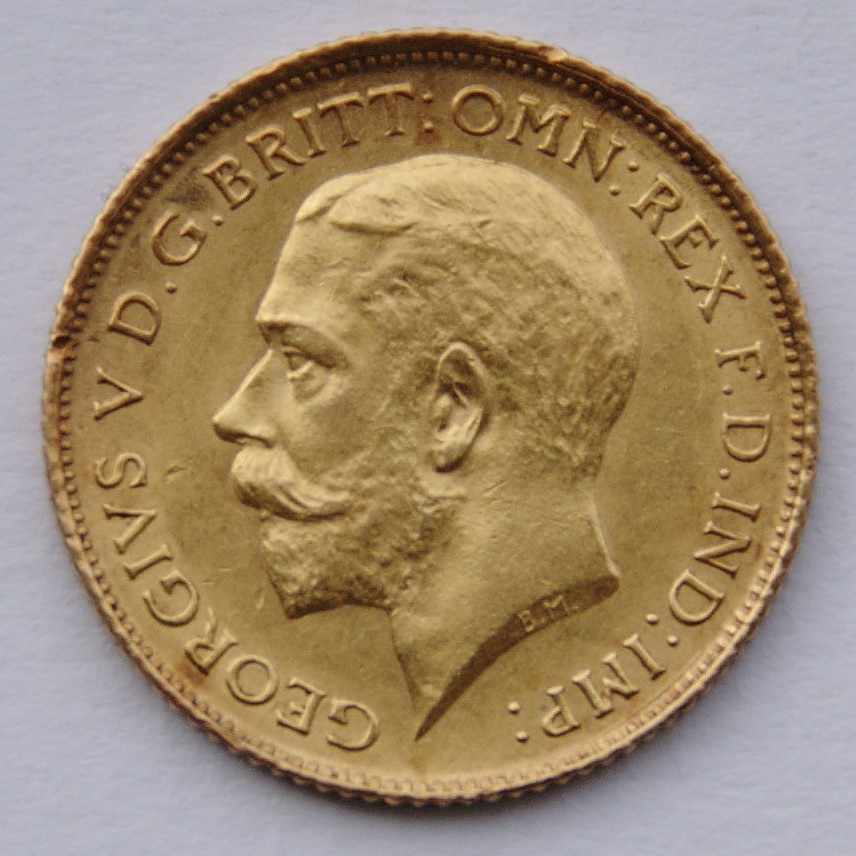
Moeda (meio-soberano) cunhada no reinado de Jorge V.

Jorge herdou o trono num momento politicamente turbulento. O People's Budget de Lloyd George havia sido rejeitado no ano anterior pela conservadora e unionista Câmara dos Lordes, contrariando a convenção habitual de não vetar projetos orçamentários. O primeiro-ministro liberal Herbert Henry Asquith havia pedido ao rei anterior que se comprometesse em nomear um número de pares liberais suficiente para forçar a aprovação do projeto na Câmara. Eduardo VII concordou relutantemente, mas os Lordes rejeitaram o projeto mesmo após duas eleições gerais sucessivas. Finalmente, nas eleições gerais de janeiro de 1910, os pares conservadores aprovaram o projeto, uma vez que o governo já possuía quórum para fazê-lo passar sem votação.
Asquith tentou limitar o poder dos Lordes através de reformas constitucionais, que foram novamente bloqueadas pela Câmara Alta. A conferência constitucional sobre as reformas malogrou em novembro de 1910, após 21 sessões. Asquith e lord Crewe, líder liberal na Câmara dos Lordes, solicitaram ao rei a dissolução do Parlamento, que possibilitaria uma segunda eleição geral, e a promessa de nomeação de pares liberais em número suficiente para que a legislação não fosse bloqueada novamente. Se Jorge recusasse, provocaria a demissão do governo liberal e passaria a impressão de que o monarca estava favorecendo um dos partidos — com "os Lordes contra o povo". Os dois secretários particulares do rei, lord Knollys e lord Stamfordham, deram-lhe conselhos conflitantes. Knollys, que era liberal, aconselhou Jorge a aceitar as exigências do gabinete, enquanto Stamfordham, que era sindicalista, aconselhou-o a aceitar a renúncia. Tal como o seu pai, Jorge relutantemente concordou com a dissolução e a nomeação de novos pares, embora sentisse que seus ministros aproveitaram-se de sua inexperiência para intimidá-lo. Após as eleições gerais de dezembro de 1910, os Lordes deixaram passar o projeto de lei ao tomar conhecimento da ameaça de nomeação de novos pares. A subsequente Lei Parlamentar de 1911 retirou permanentemente — com algumas exceções — o poder dos Lordes de vetar projetos de orçamento. Mais tarde o rei teve a sensação de que Knollys ocultou-lhe informações acerca da disposição da oposição em formar um novo governo, caso os liberais renunciassem.

### Primeira Guerra Mundial

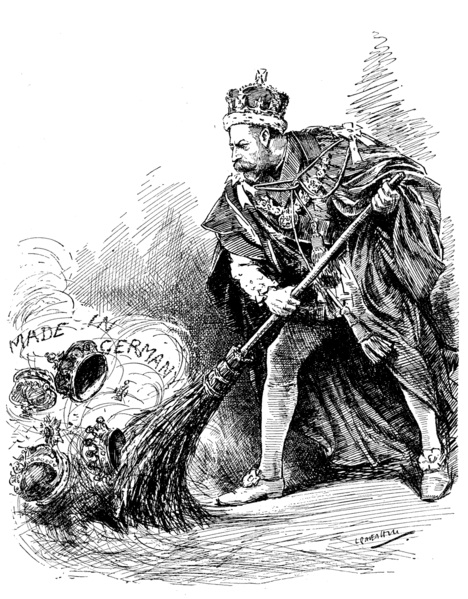
Uma boa solução — charge publicada em 1917 na revista Punch retrata Jorge V "varrendo" seus títulos alemães.

De 1914 a 1918, a Grã-Bretanha esteve em guerra com a Alemanha e o cáiser Guilherme II — que, para o povo britânico, simbolizava todos os horrores da guerra — era primo-irmão do rei. O avô paterno de Jorge era o príncipe Alberto de Saxe-Coburgo-Gota e, por conseguinte, tanto ele quanto seus filhos possuíam os títulos de príncipes e princesa de Saxe-Coburgo-Gota e de duques e duquesa de Saxe. A rainha Maria, embora britânica como sua mãe, era filha do duque de Teck, um descendente dos alemães duques de Vurtemberga. O rei tinha cunhados e primos que eram súditos britânicos, mas que possuíam títulos alemães, como o duque e a duquesa de Teck, o príncipe e a princesa de Battenberg e o príncipe e a princesa de Schleswig-Holstein. Quando H. G. Wells escreveu sobre a "estrangeira e entediante corte" britânica, Jorge deu uma resposta famosa: "Posso ser entediante, mas que eu seja amaldiçoado se for estrangeiro".
Em 17 de julho de 1917, Jorge apaziguou sentimentos nacionalistas britânicos através da emissão de uma proclamação real que mudou o nome da Casa Real da germânica Saxe-Coburgo-Gota para Windsor. Ele e todos os seus parentes britânicos renunciaram aos seus títulos e estilos alemães, adotando sobrenomes britânicos. Jorge compensou seus parentes varões com a criação de títulos britânicos, como seu primo, o príncipe Luís de Battenberg — que fora forçado, no início da guerra, a renunciar ao cargo de First Sea Lord em virtude do sentimento antialemão —, que tornou-se Luís Mountbatten, 1º Marquês de Milford Haven, ou os irmãos da rainha Maria, que tornaram-se, respectivamente, Adolfo de Cambridge, 1.º Marquês de Cambridge, e Alexandre de Cambridge, 1.º Conde de Athlone.  Duas primas de Jorge, as princesas Maria Luísa e Helena Vitória de Schleswig-Holstein, renunciaram às suas designações territoriais.

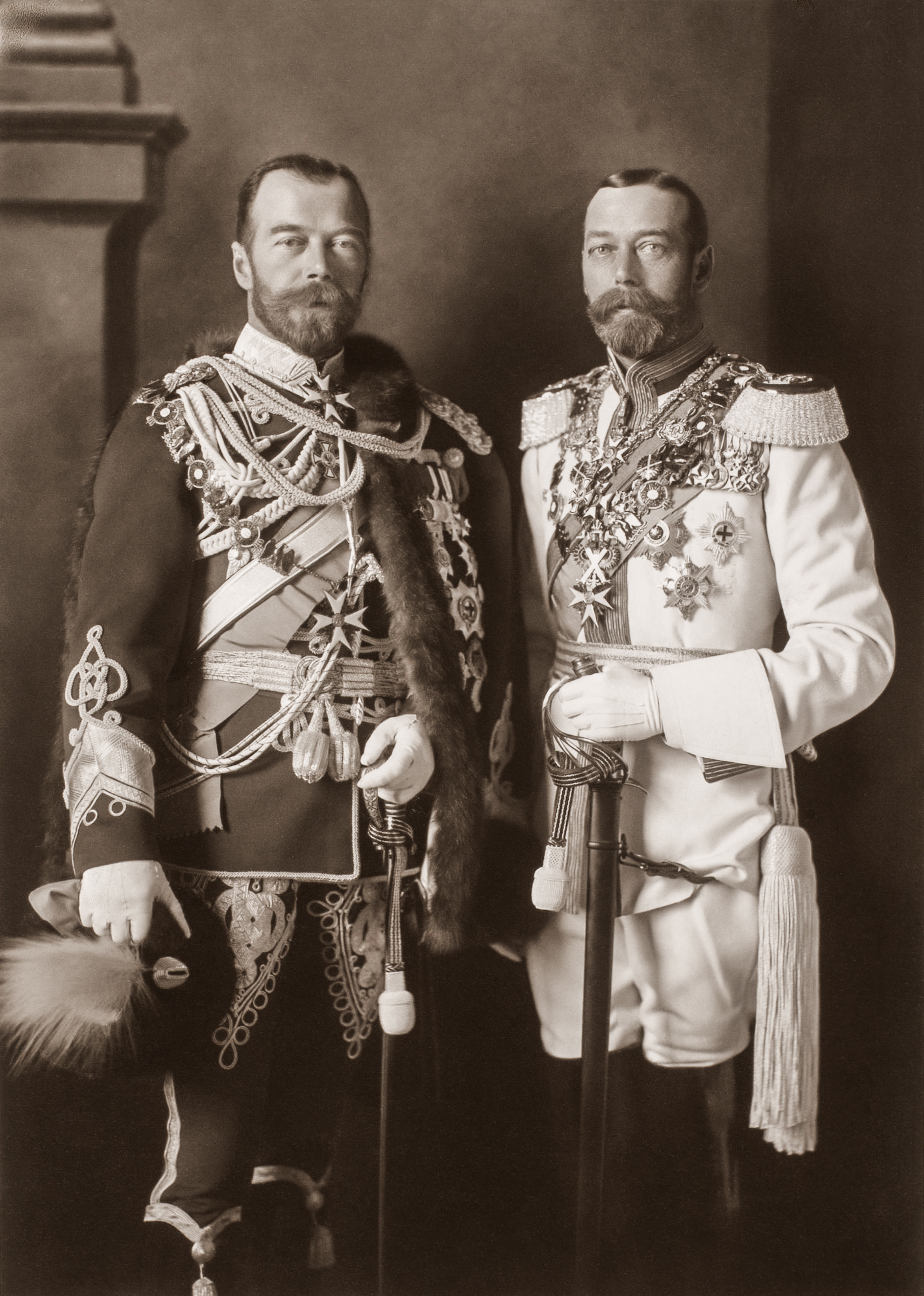
Jorge V (à direita), e seu primo, o czar Nicolau II da Rússia.

Em carta-patente publicada em 11 de dezembro de 1917, o rei restringiu o estilo de Alteza Real e a dignidade titular de Príncipe (ou Princesa) da Grã-Bretanha e Irlanda aos filhos do soberano, os filhos dos filhos do soberano e ao filho vivo mais velho de um filho vivo mais velho de um príncipe de Gales. A carta-patente também proclamava que "os estilos de 'Alteza Real', 'Alteza' ou de 'Alteza Sereníssima' e a dignidade titular de Príncipe ou Princesa cessarão, exceto aqueles títulos já concedidos e irrevogáveis". Parentes da família real britânica que lutaram pelo lado alemão, como o príncipe Ernesto Augusto de Hanôver, 3º duque de Cumberland e Teviotdale (bisneto de Jorge III), e o príncipe Carlos Eduardo, duque de Albany e duque reinante de Saxe-Coburgo-Gota (neto da Rainha Vitória), tiveram seus títulos de nobreza britânicos suspensos por uma Ordem do Conselho em 1919, conforme disposto na Lei de Privação de Títulos de 1917. Sob pressão de sua mãe, a rainha Alexandra, Jorge também removeu as bandeiras heráldicas germânicas, que pertenciam a seus familiares alemães membros da Ordem da Jarreteira, da Capela de São Jorge, no Castelo de Windsor.
Quando o czar Nicolau II da Rússia, primo-irmão de Jorge (suas mães eram irmãs), foi deposto pela Revolução Russa de 1917, o governo britânico ofereceu asilo para ele e sua família mas, diante do agravamento das condições de vida do povo e do temor de que a revolução pudesse chegar ao Reino Unido, o rei ponderou que a presença de membros da família imperial russa, dadas as circunstâncias, pudesse ser inadequada. Apesar das alegações posteriores de lord Mountbatten da Birmânia de que o primeiro-ministro Lloyd George era contra o resgate da família imperial russa, as cartas do secretário particular do rei, lord Stamfordham, sugerem que foi Jorge V quem se opôs à operação, contrariando o conselho do governo. Planos avançados para um resgate foram feitos pelo MI1, um braço do serviço secreto britânico, mas devido ao fortalecimento da posição dos revolucionários bolcheviques e a maiores dificuldades na condução da guerra, o plano nunca foi posto em funcionamento. O czar e sua família permaneceram na Rússia, onde foram assassinados pelos bolcheviques, em 1918. No ano seguinte, a mãe de Nicolau (tia de Jorge), Maria Feodorovna (Dagmar da Dinamarca), e outros membros da família imperial russa foram resgatados na Crimeia por navios britânicos.
Dois meses após o término da guerra, o filho mais novo do rei, João, morreu com a idade de 13 anos, após uma vida de problemas de saúde. Jorge foi informado de sua morte pela rainha Maria, que escreveu: "[João] foi uma grande preocupação para nós por muitos anos […] O primeiro rompimento no círculo familiar é difícil de suportar, mas as pessoas têm sido tão gentis e simpáticas que têm nos ajudado muito".
Em maio de 1922, o rei esteve na Bélgica e no norte da França, visitando os cemitérios da Primeira Guerra Mundial e os memoriais que vinham sendo construídos pelo Imperial War Graves Comission. O acontecimento foi descrito num poema, The King's Pilgrimage, de Rudyard Kipling. A turnê e uma curta visita à Itália, em 1923, foram as únicas vezes em que Jorge concordou em deixar o Reino Unido em missão oficial após o fim da guerra.

### Últimos anos

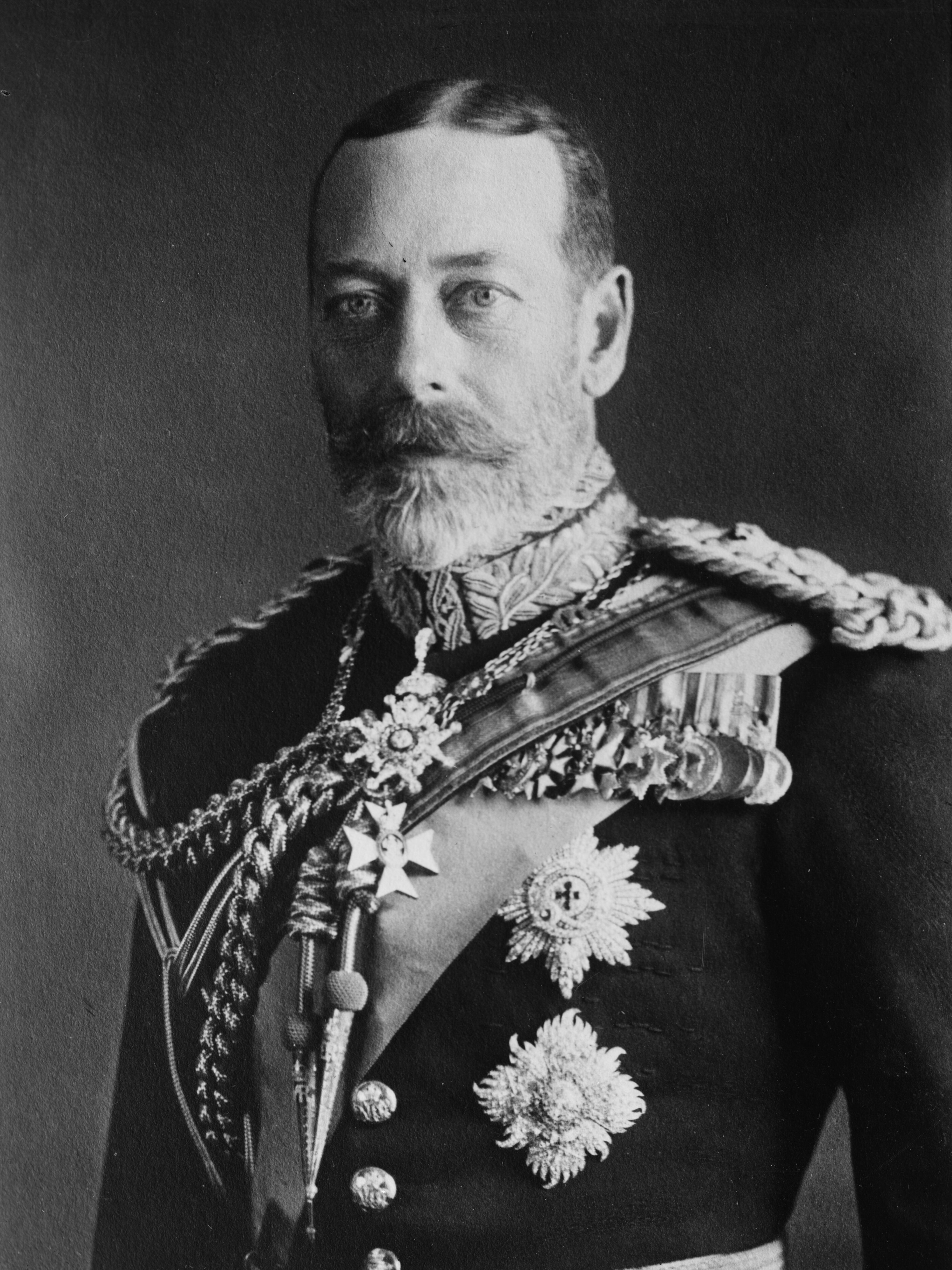
Jorge V do Reino Unido em foto de 1923.

Antes da Primeira Guerra Mundial, a maior parte da Europa era governada por monarcas aparentados com Jorge, mas as monarquias da Áustria, Alemanha, Grécia e Espanha, assim como o famoso Império da Rússia, caíram durante ou imediatamente após esse período, pelo próprio conflito ou pelas revoluções. Em março de 1919, o tenente-coronel Edward Lisle Strutt foi enviado, na autoridade pessoal do rei, para escoltar o ex-imperador Carlos I da Áustria e sua família em segurança até a Suíça. Em 1922, um navio da Marinha Real foi enviado à Grécia para resgatar os seus primos, o príncipe André e a princesa Alice. André era filho do rei Jorge I da Grécia, irmão da rainha Alexandra, e Alice era filha de Luís de Battenberg, um dos príncipes alemães que receberam títulos de nobreza britânica em 1917. Entre os filhos do casal estava o príncipe Filipe, que mais tarde se casaria com a neta de Jorge, a rainha Isabel II do Reino Unido. A monarquia grega foi restaurada pouco antes.
A turbulência política na Irlanda continuou com a luta dos nacionalistas pela independência. Jorge expressou para com o primeiro-ministro David Lloyd George, o seu horror com os assassinatos e as represálias aprovadas pelo governo britânico no território irlandês. Na sessão de abertura do Parlamento da Irlanda do Norte, em 22 de junho de 1921, a fala do trono, parcialmente elaborada por Lloyd George e pelo general Jan Smuts, apelou pela conciliação. Poucos dias depois, uma trégua foi acordada. As negociações entre a Grã-Bretanha e os separatistas irlandeses levaram à assinatura do Tratado Anglo-Irlandês. No final de 1922, a Irlanda foi dividida, o Estado Livre Irlandês foi estabelecido e Lloyd George deixou o governo.
O rei e seus principais assessores estavam preocupados com a ascensão do socialismo e do crescente movimento operário, que associavam ao republicanismo. Suas preocupações, embora exageradas, resultaram num novo esboço do papel social da monarquia, com maior inclusão da classe operária e de seus representantes — uma mudança dramática para Jorge, que sentia-se mais à vontade com oficiais da Marinha e aristocratas. Na verdade, os socialistas já não acreditavam em seus próprios slogans antimonárquicos e estavam prontos a entrar num acordo com a monarquia se esta desse o primeiro passo. Jorge deu esse passo, adotando uma postura mais democrática que ultrapassou as barreiras de classe e levou a monarquia para mais perto do povo. O rei também cultivou relações amistosas com políticos trabalhistas moderados e membros dos sindicatos. O abandono do distanciamento social por Jorge V também condicionou o comportamento da família real, aumentando sua popularidade durante as crises econômicas da década de 1920 e por mais de duas gerações. Entre 1922 e 1929 houve diversas mudanças no governo. Em 1924, Jorge nomeou pela primeira vez um primeiro-ministro trabalhista, Ramsay MacDonald, na ausência de uma clara maioria para qualquer dos três partidos. A recepção diplomática e compreensiva do rei ao primeiro governo trabalhista (que durou menos de um ano) dissipou as desconfianças dos simpatizantes do partido. Durante a greve geral de 1926, o rei aconselhou o governo do conservador Stanley Baldwin a não tomar atitudes exaltadas e rebateu as acusações de que os grevistas eram "revolucionários", dizendo: "Tente viver com seus salários antes de julgá-los".

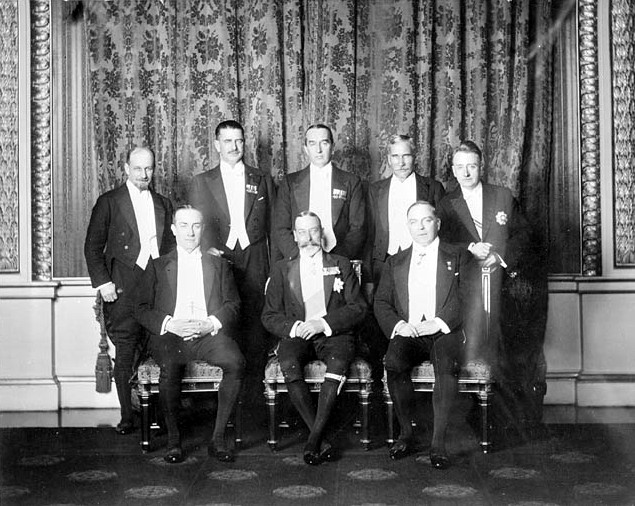
Jorge V e os primeiros-ministros da Commonwealth na Conferência Imperial de 1926. Em pé: Walter Stanley Monroe (Terra Nova e Labrador), Gordon Coates (Nova Zelândia), Stanley Bruce (Austrália), J. B. M. Hertzog (África do Sul), W. T. Cosgrave (Estado Livre Irlandês). Sentados: Mackenzie King (Canadá), Jorge V e Stanley Baldwin (Grã-Bretanha).

Em 1926, Jorge organizou uma Conferência Imperial em Londres, que resultou na Declaração de Balfour, documento que definia e ratificava a evolução dos Domínios britânicos em "Comunidades autônomas dentro do Império Britânico, iguais em status, em forma alguma subordinadas umas às outras". Em 1931, o Estatuto de Westminster formalizou a posição de Jorge como "símbolo da livre associação dos membros da Comunidade Britânica de Nações". O Estatuto estabeleceu que "qualquer alteração na lei tocante à sucessão ao trono ou ao estilo real e títulos" exigiria a aprovação dos parlamentos dos Domínios, bem como do Parlamento de Westminster, que não poderia legislar para estes, exceto por consentimento.
Na esteira de uma crise financeira mundial, em 1931, o rei incentivou a formação de um governo nacional liderado por MacDonald e Baldwin e propôs a redução da lista civil para ajudar a equilibrar o orçamento.
Em 1932, Jorge concordou em transmitir sua mensagem de Natal pelo rádio, um acontecimento que se repetiria anualmente. Inicialmente, ele não era favorável a tal inovação, mas foi convencido pelo argumento de que era a vontade do povo.

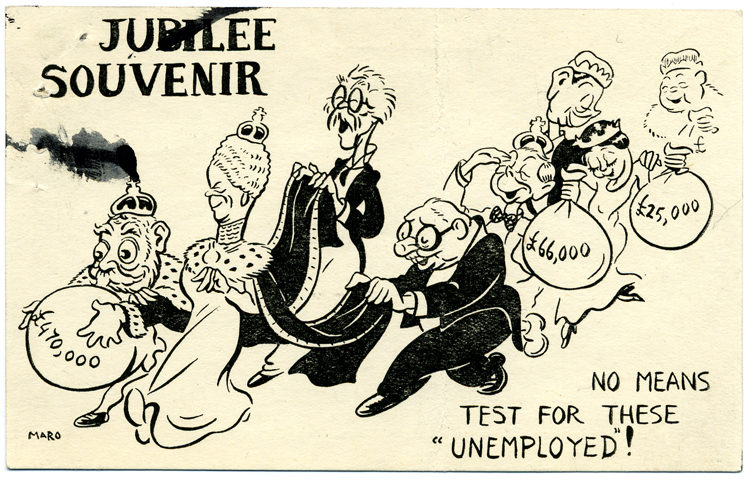
"Nada de recursos para estes 'desempregados'!", charge de Maro (1935). O jubileu de prata do Rei Jorge V foi celebrado em toda a Grã-Bretanha, mas a despesa pública associada à Família Real em plena depressão não agradou a todos.

A relação entre Jorge e seu filho mais velho e herdeiro, Eduardo, deteriorou-se nesses últimos anos. O rei estava desapontado com o fracasso de Eduardo em estabelecer-se na vida e chocado com seus diversos casos amorosos com mulheres casadas. Em contraste, ele gostava de seu segundo filho, o príncipe Alberto (futuro Jorge VI), e adorava sua neta mais velha, a princesa Isabel, a quem tratava carinhosamente de Lilibet. Em 1935, Jorge disse de seu filho Eduardo: "Após minha morte, o 'menino' vai arruinar-se dentro de 12 meses", e de Alberto e Lilibet: "Peço a Deus que meu filho mais velho nunca se case nem tenha filhos, e que nada fique entre Bertie e Lilibet e o trono".

### Declínio e morte
A Primeira Guerra Mundial teve um custo sobre a saúde de Jorge: ele ficou gravemente ferido em 28 de outubro de 1915, quando caiu de seu cavalo durante uma revista às tropas na França; e o tabagismo intenso agravou os recorrentes problemas respiratórios — ele sofria de doença pulmonar obstrutiva crônica e pleurisia. Em 1925, por indicação de seus médicos, ele embarcou relutantemente num cruzeiro privado de recuperação no Mediterrâneo — era sua terceira (e última) viagem ao exterior desde a guerra. Em novembro de 1928, ele ficou gravemente doente por uma septicemia e, nos dois anos seguintes, seu filho Eduardo assumiu muitas de suas funções. Em 1929, uma nova sugestão de repouso no exterior foi rejeitada pelo rei "em linguagem bastante forte". Em vez disso, ele retirou-se por três meses em Craigweil House, Aldwick, na estância balneária de Bognor, Sussex. Como resultado de sua estadia, a cidade adquiriu o sufixo Regis, que em latim significa "do rei". Mais tarde surgiria a lenda de que suas últimas palavras, ao ser informado de que logo estaria bem o suficiente para revisitar a cidade, foram "Foda-se Bognor!".
Jorge nunca se recuperou completamente. Em seu último ano, ele precisou fazer uso de oxigênio por diversas vezes. Na noite de 15 de janeiro de 1936, o rei foi levado para seu quarto em Sandringham House reclamando de um resfriado e não mais deixou os aposentos. Ele ficou cada vez mais fraco, alternando períodos de inconsciência. O primeiro-ministro Baldwin diria mais tarde: "cada vez que recobrava a consciência ele fazia alguma pergunta ou observação sobre alguém, algumas palavras de gratidão pela bondade demonstrada. De forma inusual, perguntou ao seu secretário: "Como está o Império?", ao que ele respondeu: "Está tudo bem, senhor, com o Império'; e o rei deu-lhe um sorriso e recaiu novamente na inconsciência".

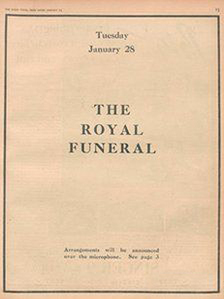
Página do Radio Times para o dia dos funerais sem programação agendada e a mensagem: "Preparativos serão anunciados ao microfone".

Em 20 de janeiro, ele estava à beira da morte. Seus médicos, liderados por lord Dawson de Penn, divulgaram um boletim com uma declaração que ficaria famosa: "A vida do rei move-se pacificamente para seu fim". Em seu diário, divulgado após sua morte, em 1986, Dawson revela que as últimas palavras do rei foram o murmúrio: "Deus amaldiçoe você!", dirigido à sua enfermeira quando ela deu-lhe um sedativo, na noite de 20 de Janeiro. Dawson escreveu que apressou a morte do rei, dando-lhe uma injeção letal de cocaína e morfina, e que agiu assim para preservar sua dignidade, para evitar uma pressão ainda maior sobre a família real e para que a morte do de Jorge, declarada às 23:55 horas, pudesse ser anunciada na edição matutina do jornal The Times — em vez das "menos apropriadas […] edições vespertinas".
O compositor alemão Paul Hindemith foi para um estúdio da BBC na manhã seguinte à morte do rei e, em seis horas, escreveu Trauermusik ("Música de Luto"), executada naquela noite em transmissão ao vivo pela rádio — com Adrian Boult à frente da Orquestra Sinfônica da BBC e Hindemith como solista.
No cortejo fúnebre para o Westminster Hall, uma parte da Coroa Imperial do Estado, que estava sobre o caixão, caiu na sarjeta na altura do New Palace Yard. O novo rei, Eduardo VIII, viu o incidente e questionou se não seria um mau presságio para o seu novo reino. Eduardo abdicou antes do fim do ano, sendo sucedido por seu irmão Alberto, duque de Iorque, que subiu ao trono como Jorge VI.
Como sinal de respeito ao pai, os quatro filhos varões de Jorge V — Eduardo, Alberto, Henrique e Jorge — executaram a chamada Vigília dos Príncipes, montando guarda nos quatro cantos do catafalco real na noite anterior aos funerais. Jorge V foi sepultado na Capela de São Jorge, no Castelo de Windsor, em 28 de janeiro de 1936.

## Legado

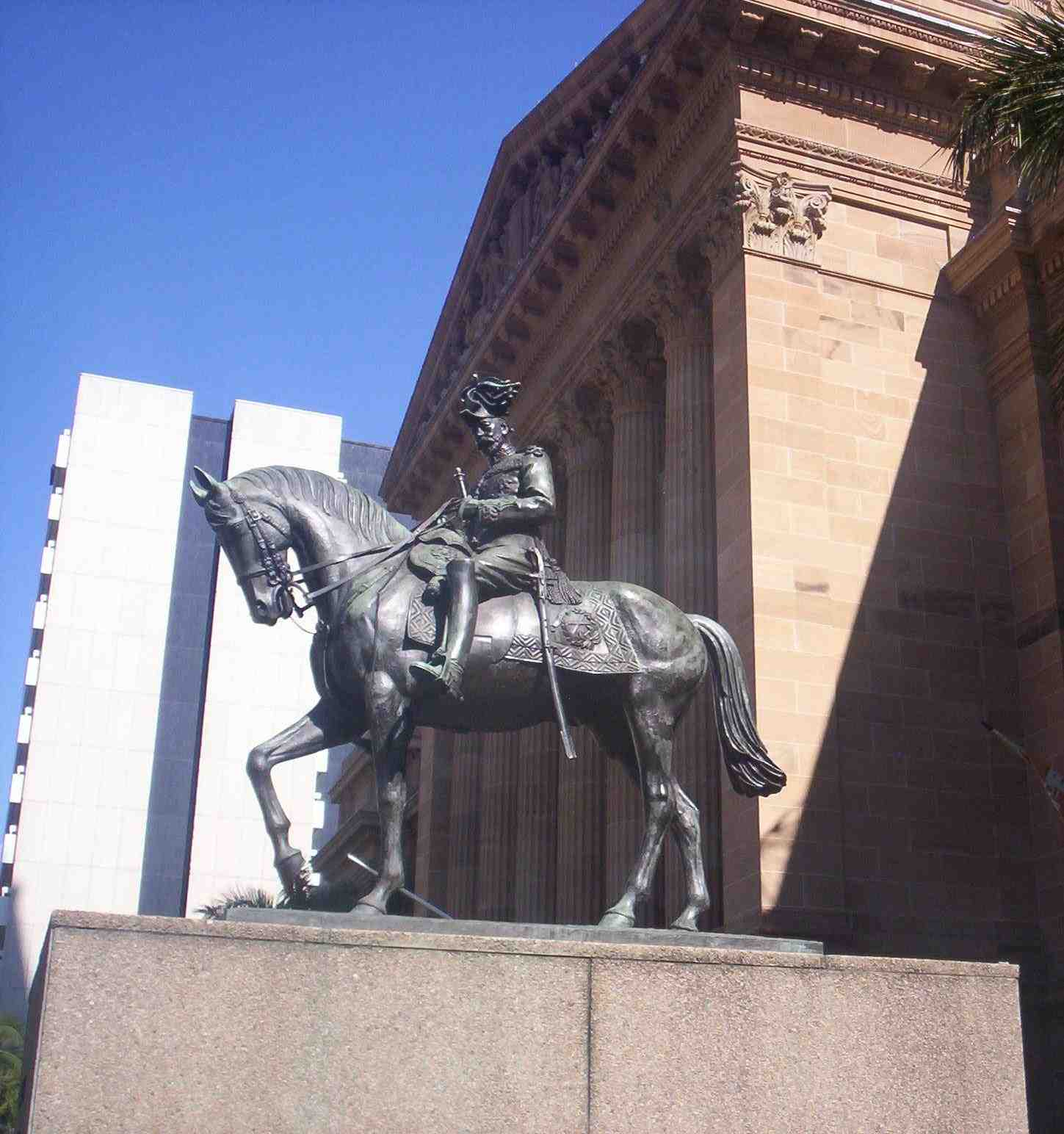
Estátua equestre de Jorge V em Brisbane.

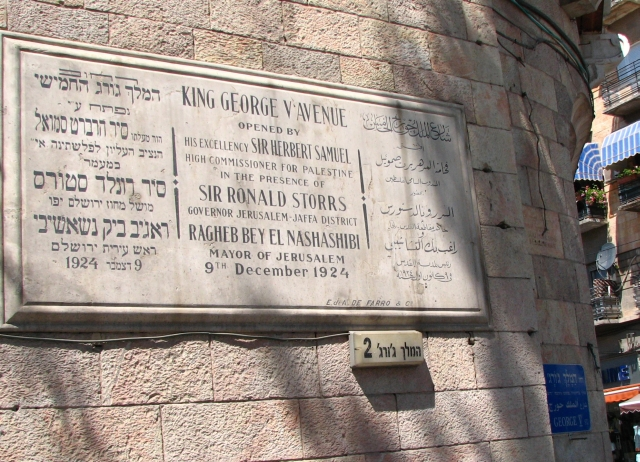
Placa trilíngue comemorativa da abertura da George V Avenue, em Jerusalém.

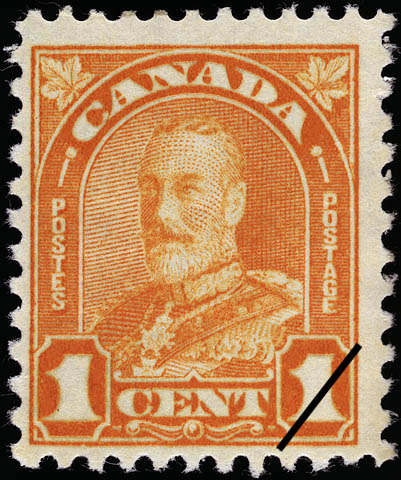
Selo canadense com a efígie de Jorge V.

Jorge preferia ficar em casa colecionando selos ou caçando e viveu de uma forma que seus biógrafos classificariam de tediosa, devido ao seu convencionalismo. Não era intelectual e carecia da sofisticação de seus dois antecessores reais: ao retornar de uma noite na ópera, ele escreveu, "Fomos ao Covent Garden ver Fidelio e foi malditamente maçante". No entanto, ele foi intensamente dedicado à Grã-Bretanha e à Commonwealth. Compreendia o Império Britânico melhor do que a maioria de seus ministros, como ele explicou, "sempre foi meu sonho identificar-me com a grande ideia do Império". Demonstrava trabalhar pesado, tornando-se amplamente admirado pelo povo da Grã-Bretanha e do Império, assim como pelo Establishment. O historiador David Cannadine retrata Jorge V e a rainha Maria como um "casal inseparavelmente dedicado" que tanto fez para defender o "caráter" e os "valores familiares". Jorge estabeleceu um padrão de conduta para a realeza britânica que reflete os valores e virtudes do classe média alta em vez do estilo de vida e os vícios da classe alta. Ele era, por temperamento, um tradicionalista que nunca apreciou ou aprovou totalmente as revolucionárias mudanças em curso na sociedade britânica. No entanto, ele sempre exerceu sua influência a força da neutralidade e da moderação, vendo seu papel como de um mediador e não como aquele que toma a decisão final.
Foram erigidas várias estátuas de Jorge V, como em Hobart, Canberra, Brisbane e Adelaide, na Austrália, e uma de autoria de William Reid Dick na parte externa da Abadia de Westminster, em Londres. Os King George's Fields, uma série de parques no Reino Unido, foram criados em sua memória. Muitos locais ao redor do mundo foram nomeados em homenagem a ele, como o King George V Park, em St. John's, na Terra Nova; o Stade George V, em Curepipe, Maurícia; duas vias principais em Jerusalém e Tel Aviv, uma avenida, um hotel e uma estação de metro em Paris, o colégio King George V, em Seremban, Malásia, e o King George V School e King George V Memorial Park, em Hong Kong.
Dois navios de guerra da Marinha Real foram batizados com o nome do rei: o HMS King George V, lançado ao mar em 1911, e seu homônimo, lançado ao mar em 1939. Jorge V deu seu nome e doações a muitas instituições de caridade, incluindo o King George’s Fund for Sailors (mais tarde conhecido como Seafares UK).

## Representações na cultura
Vários atores interpretaram Jorge V em filmes para o cinema e para a TV:
- Henry Warwick, no filme mudo Why America Will Win, de 1918[168]
- William Gaffney, no filme mudo The Great Victory, Wilson or the Kaiser? The Fall of the Hohenzollerns, de 1919[169]
- Derek Erskine, no filme mudo The Scarlet Woman: An Ecclesiastical Melodrama, de 1925[170]
- Carleton Hobbs, no filme A King's Story, de 1967[171]
- Michael Osborne, na série Edward the Seventh, de 1975[172]
- Marius Goring, na sérieEdward & Mrs. Simpson, de 1978[173]
- Keith Varnier, na série Lillie, de 1978[174]
- Rene Aranda, no filme The Fiendish Plot of Dr. Fu Manchu, de 1980[175]
- Andrew Gilmour, na minissérie A Thousand Skies, de 1985[176]
- David Ravenswood, na minissérie The Great Air Race, de 1990[177]
- John Warner, no filme para a TV The Treaty, de 1992[178]
- David Troughton, no filme para a TV All the King's Men, de 1999[179]
- Rupert Frazer, na minissérie Shackleton, de 2002[180]
- Alan Bates, no filme para a TV Bertie and Elizabeth, de 2002[181]
- Tom Hollander, na minissérie The Lost Prince, de 2003[182]
- Clifford Rose, no filme para a TV Wallis & Edward, de 2005[183]
- Andrew Pritchard, no documentário para a TV The First Black Britons, de 2005[184]
- Julian Wadham, no filme para a TV My Boy Jack, de 2007[185]
- Michael Gambon, no filme The King's Speech, de 2010[186]
- James Fox, no filme W.E., de 2011[187]

## Títulos, estilos, honras e armas

### Títulos e estilos
- 3 de junho de 1865 – 24 de maio de 1892: Sua Alteza Real, o Príncipe Jorge de Gales
- 24 de maio de 1892 – 22 de janeiro de 1901: Sua Alteza Real, o Duque de Iorque
- 22 de janeiro de 1901 – 6 de maio de 1910: Sua Alteza Real, o Duque da Cornualha e Iorque [nota 16]
  - Na Escócia: Sua Alteza Real, o Duque de Rothesay
- 9 de novembro de 1901 – 6 de maio de 1910: Sua Alteza Real, o Príncipe de Gales
- 6 de maio de 1910 – 20 de janeiro de 1936: Sua Majestade, o Rei
  - Na Índia: Sua Majestade Imperial, o Rei-Imperador

Seu título completo como rei era Sua Majestade Jorge V, pela Graça de Deus, do Reino Unido da Grã-Bretanha e Irlanda e dos Domínios Britânicos de além-mar, Rei, Defensor da Fé, Imperador da Índia. Com a Lei de Títulos Reais e Parlamentares de 1927, a designação foi alterada para Sua Majestade Jorge V, pela Graça de Deus, da Grã-Bretanha, Irlanda e Domínios Britânicos de além-mar, Rei, Defensor da Fé, Imperador da Índia.

### Honras
- KG: Cavaleiro da Ordem da Jarreteira, 4 de Agosto de 1884[188]
- KT: Cavaleiro da Ordem do Cardo-selvagem, 5 de Julho de 1893[188]
- KP: Cavaleiro da Ordem de São Patrício, 20 de Agosto de 1897[188]
- GCSI: Grande Comandante da Ordem da Estrela da Índia, 28 de Setembro de 1905[188]
- GCMG: Cavaleiro Grã-cruz da Ordem de São Miguel e São Jorge, 9 de Março de 1901[188][189]
- GCIE: Grande Comandante da Ordem do Império Indiano, 28 de Setembro de 1905[188]
- GCVO: Cavaleiro Grã-cruz da Real Ordem Vitoriana, 30 de Junho de 1897[188]
- ISO: Ordem do Serviço Imperial, 31 de Março de 1903[188]
- Real Colar Vitoriano, 1902[188]
- PC: Conselheiro Privado, 18 de Julho de 1894[188]
  - Conselheiro Privado (Irlanda), 20 de Agosto de 1897[188]
- FRS: Real Par da Sociedade Real, 8 de Junho de 1893[188]

#### Honras militares
- Cdt, Setembro de 1877: Cadete, HMS Britannia[190]
- Mid, 8 de Janeiro de 1880: Guarda-marinha, HMS Bacchante e da corveta Canada[188]
- SLt, 3 de Junho de 1884: Sub-Tenente, Royal Navy (Marinha Real)[188]
- Lt, 8 de Outubro de 1885: Tenente, HMS Thunderer; HMS Dreadnought; HMS Alexandra; HMS Northumberland[188]
- I/C Torpedo Boat 79; o canhoneiro HMS Thrush]][191][192]
- Cdr, 24 de Agosto de 1891: Comandante, I/C o Melampus[188]
- Capt, 2 de Janeiro de 1893: Capitão, Royal Navy[188]
- RAdm, 1 de Janeiro de 1901: Contra-Almirante, Royal Navy[188][193]
- VAdm, 26 de Junho de 1903: Vice-Almirante, Royal Navy[188]
- Adm, 1907: Almirante, Royal Navy[188][194]
- 1910: Almirante da Frota, Royal Navy[188]
- MRAF, Marechal da Royal Air Force (Força Aérea Real)[195]

### Armas
Como duque de Iorque, as armas de Jorge eram as armas do Reino Unido com um escudo das armas de Saxe, diferenciadas por um lambel de argent de três pés e uma âncora azul no pé central. Como príncipe de Gales o pé central perdeu sua âncora. Como rei, ele levava as armas do Reino Unido. Em 1917, ele removeu, por mandado, o escudo de Saxe das armas de toda a linhagem masculina descendente do príncipe consorte Alberto (embora as armas reais nunca tenham levado tal escudo).
| Brasão de armas como Duque de Iorque. (1892-1901) | Brasão de armas como Príncipe de Gales. (1901-1910) | Brasão de armas como Rei do Reino Unido (exceto Escócia) (1910-1936) | Brasão de armas na Escócia. |

## Descendência

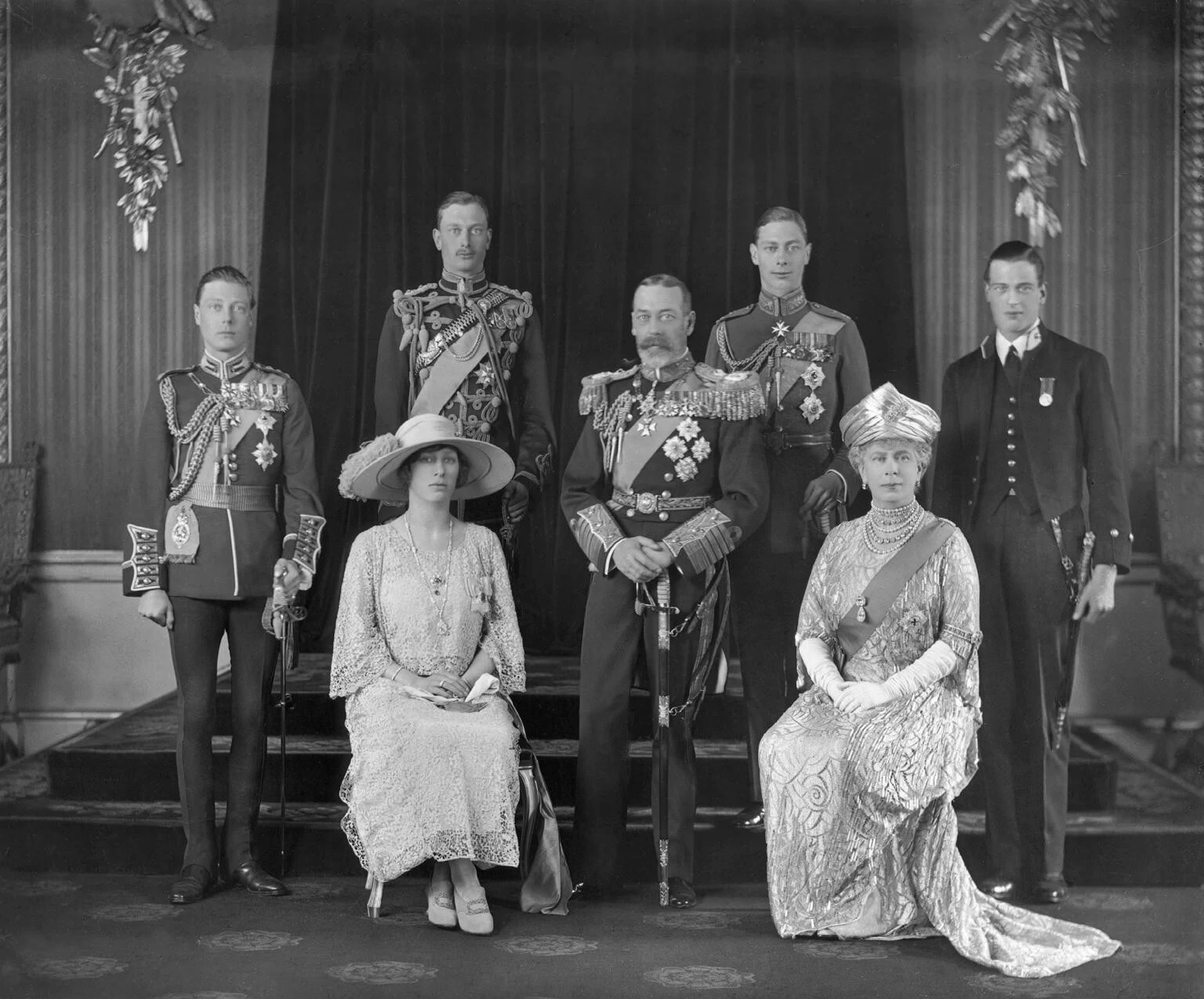
A família do rei Jorge V do Reino Unido em 1923 – Em sentido horário: Eduardo, Maria, Henrique,
Jorge V, Alberto, rainha Maria e Jorge.

| Imagem | Nome                          | Nascimento             | Morte                  | Casamento               | Casamento                              | Filhos                                                   |
| Imagem | Nome                          | Nascimento             | Morte                  | Data                    | Cônjuge                                | Filhos                                                   |
| ------ | ----------------------------- | ---------------------- | ---------------------- | ----------------------- | -------------------------------------- | -------------------------------------------------------- |
|        | Eduardo VIII do Reino Unido   | 23 de junho de 1894    | 28 de maio de 1972     | 3 de junho de 1937      | Wallis Simpson                         |                                                          |
|        | Jorge VI do Reino Unido       | 12 de dezembro de 1895 | 6 de fevereiro de 1952 | 26 de abril de 1923     | Isabel Bowes-Lyon                      | Isabel II do Reino Unido Margarida, Condessa de Snowdon  |
|        | Maria, Princesa Real          | 25 de abril de 1897    | 28 de março de 1965    | 28 de fevereiro de 1922 | Henry Lascelles, 6.º Conde de Harewood | George Lascelles, 7.º Conde de Harewood Gerald Lascelles |
|        | Henrique, Duque de Gloucester | 31 de março de 1900    | 10 de junho de 1974    | 6 de novembro de 1935   | Alice Montagu-Douglas-Scott            | Guilherme de Gloucester Ricardo, Duque de Gloucester     |
|        | Jorge, Duque de Kent          | 20 de dezembro de 1902 | 25 de agosto de 1942   | 29 de novembro de 1934  | Marina da Grécia e Dinamarca           | Eduardo, Duque de Kent Alexandra de Kent Miguel de Kent  |
|        | João                          | 12 de julho de 1905    | 18 de janeiro de 1919  |                         |                                        |                                                          |